# Hosekræmmeren (film fra 1963)
 For alternative betydninger, se Hosekræmmeren (flertydig). (Se også artikler, som begynder med Hosekræmmeren)
Hosekræmmeren er en dansk kortfilm fra 1963, der er instrueret af Johannes Våbensted og Max Hellner efter manuskript af førstnævnte. Filmen er baseret på Steen Steensen Blicher novelle af samme navn fra 1829

## Handling
Denne artikel mangler et handlingsreferat. Hjælp os med at skrive det.

## Medvirkende
- Kjeld Nørgaard, Espen
- Alice Sterup-Hansen, Cecil
- Edith Thrane, Cecils mor
- Georg Kyvsgaard, Hosekræmmeren, Cecils far
- Henry Jessen
- Svend Jensen, Blicher